# Flor do Sertão
Flor do Sertão is een gemeente in de Braziliaanse deelstaat Santa Catarina. De gemeente telt 1.700 inwoners (schatting 2009).

## Aangrenzende gemeenten
De gemeente grenst aan Descanso, Iraceminha, Maravilha, Romelândia, São Miguel da Boa Vista en São Miguel do Oeste.